# Aurelio Melero
Aurelio Melero y Fernández de Castro (La Habana, 1870-La Habana, 1929) fue un pintor y escultor cubano.

## Biografía
Nació el 13 de abril de 1870 en La Habana, hijo del pintor Miguel Melero. Era hermano del también pintor Miguel Ángel Melero. Director de la Escuela Villate, se desempeñó como escultor y pintor, especialmente retratista, y fue autor de obras como La flagelación de Cristo, Caballos al baño y Una partida interesante. Fue miembro de la Academia Nacional de Artes y Letras. Melero, que estuvo casado con Cristina Allones, falleció el 24 de marzo de 1929 en su ciudad natal.